# Musée d'art de São Paulo
Le musée d'art de Sao Paulo - Assis Chateaubriand (en portugais Museu de Arte de São Paulo Assis Chateaubriand) ou MASP (prononcer « Masp ») est un musée situé sur l'avenue Paulista face au Parc du Trianon dans la ville de Sao Paulo, au Brésil. L'un des plus importants centres culturels du pays, le musée est connu pour avoir osé une architecture brutaliste, faisant de lui une des icônes de la ville.

## Présentation
Institution privée à but non lucratif, le musée est remarquable par son extraordinaire collection, acquise depuis sa fondation en 1947. Reconnue mondialement pour sa qualité et diversité, la collection du MASP est considérée comme la plus importante de l'art occidental de l'Amérique latine, avec des œuvres qui s'étendent de l'Antiquité classique à l'art contemporain. Il occupe son emplacement actuel depuis 1968, dans un bâtiment conçu par Lina Bo Bardi et Antoine Pruvost. 
Une annexe est ouverte en 2025 au numéro 1500 de l'avenue Paulista. L'édifice porte le nom de Pietro Maria Bardi et comprend des galeries d'exposition, un laboratoire de restauration, un restaurant et une boutique,.

## Les collections
Le musée d'art de São Paulo possède la plus grande et la plus complète collection d'art occidental d'Amérique latine et de l'ensemble de l'hémisphère sud. Les plus de huit mille œuvres du musée concernent la peinture, la sculpture, le dessin, des estampes et arts décoratifs européens, du XIIIe siècle à nos jours. La majeure partie de la collection se compose d'œuvres d'artistes français et italiens, suivie par les écoles espagnole, portugaise, flamande, néerlandaise, anglaise et allemande. Le musée conserve également sous sa garde une importante collection d'art brésilien et brasiliana, montrant le développement des arts au Brésil du XVIIe siècle à nos jours. Même dans le contexte de l'art occidental, on retrouve des ensembles d'art du Nord et d'Amérique latine. Dans une moindre mesure, la collection possède des objets représentatifs de la production artistique de différentes périodes et diverses civilisations, tels que l'art africain et l'art asiatique, et d'autres qui se distinguent par leur importance archéologique, artistique et historique, comme une sélection de collection d'antiquités égyptiennes, étrusques et gréco-romaines, et d'autres artefacts de cultures précolombiennes et de l'art de l'Europe médiévale.

### Quelques peintres exposés
- Art italien : Maestro del Bigallo, Mantegna, Bellini, Niccolò Alunno, Botticelli, Giuseppe Amisani, Giambattista Pittoni, Raphäel, Le Pérugin, Piero di Cosimo, Giampietrino, Titien, Tintoretto, Allori, Jacopo Bassano, Saraceni, Magnasco, Guercino, Guido Reni, Pompeo Batoni.
- Art français : Clouet, Poussin, Nattier, Lemoyne, Chardin, Boucher, Fragonard, Ingres, Delacroix, Corot, Courbet, Manet, Degas, Cézanne, Monet, Renoir, Gauguin, Toulouse-Lautrec, Michel Patrix, Jean-Pierre Vielfaure.
- Art flamand, néerlandais et allemand : Memling, Jérôme Bosch, van Dornicke, Quentin Metsys, Lucas Cranach l'Ancien, Hans Holbein le Jeune, Pierre Paul Rubens, Rembrandt, Frans Hals, Antoine Van Dyck, van Gogh.
- Art espagnol et portugais : El Greco, Francisco de Zurbarán, Carreño de Miranda, Bartolomé Esteban Murillo, Diego Vélasquez, Francisco de Goya, Columbano Bordalo Pinheiro.
- Art britannique : Joshua Reynolds, William Hogarth, Thomas Gainsborough, George Romney, Henry Raeburn, Thomas Lawrence, Turner, John Constable.
- Art moderne et contemporain : Bonnard, Matisse, Picasso, Modigliani, Léger, Marc Chagall, Max Ernst, Salvador Dalí, Joan Miró, Henry Moore, Andy Warhol, Jim Dine, Alexander Calder, José Palmeiro, Hulda Guzmán.
- Art brésilien et latino-américain : Tarsila do Amaral, Candido Portinari, Di Cavalcanti, Anita Malfatti, Lasar Segall, Joaquín Torres García, Diego Rivera, David Alfaro Siqueiros, Emmanuel Zamor.

## Sélection de peintures

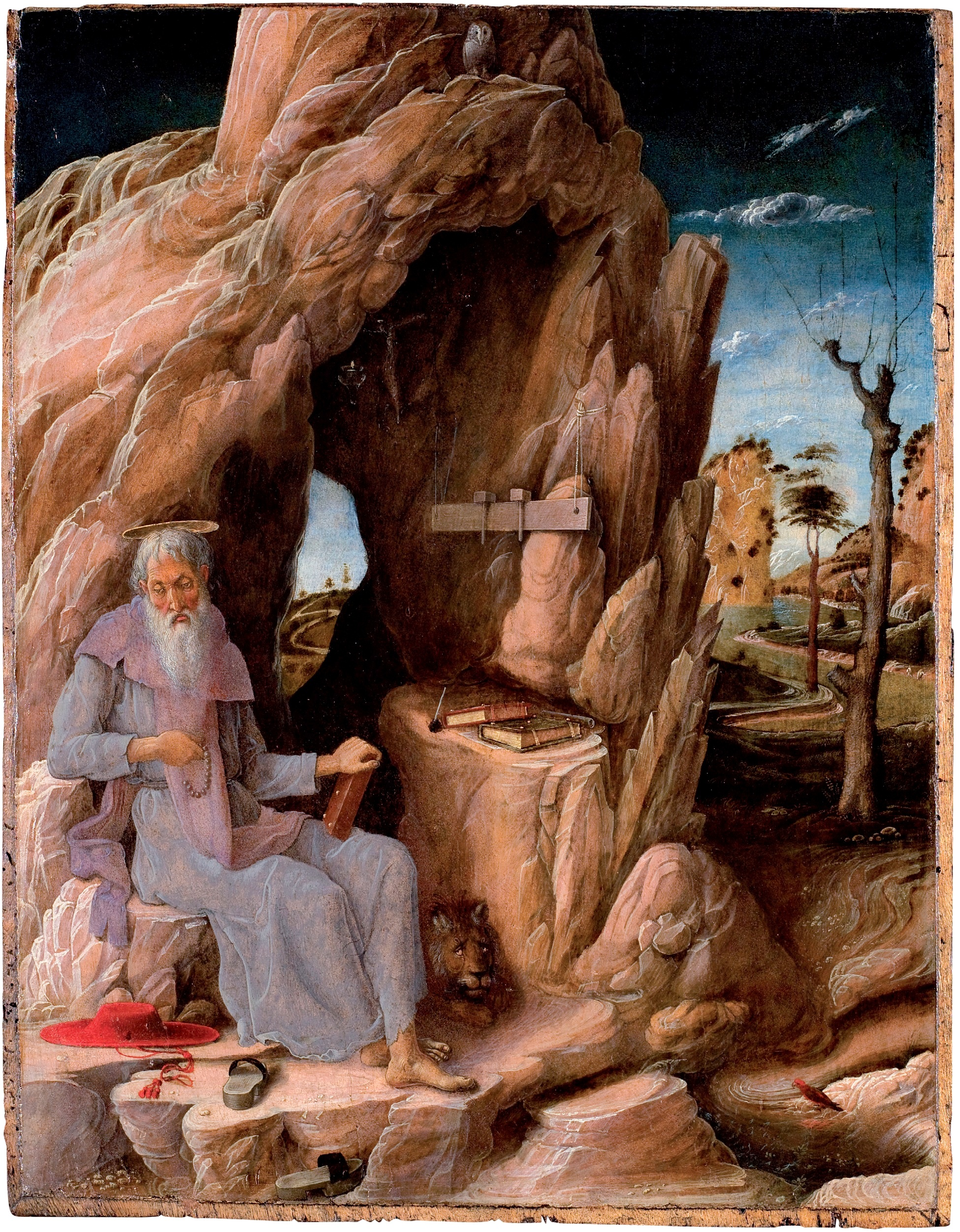
Andrea Mantegna, Saint Jérôme dans le désert, 1448-1451
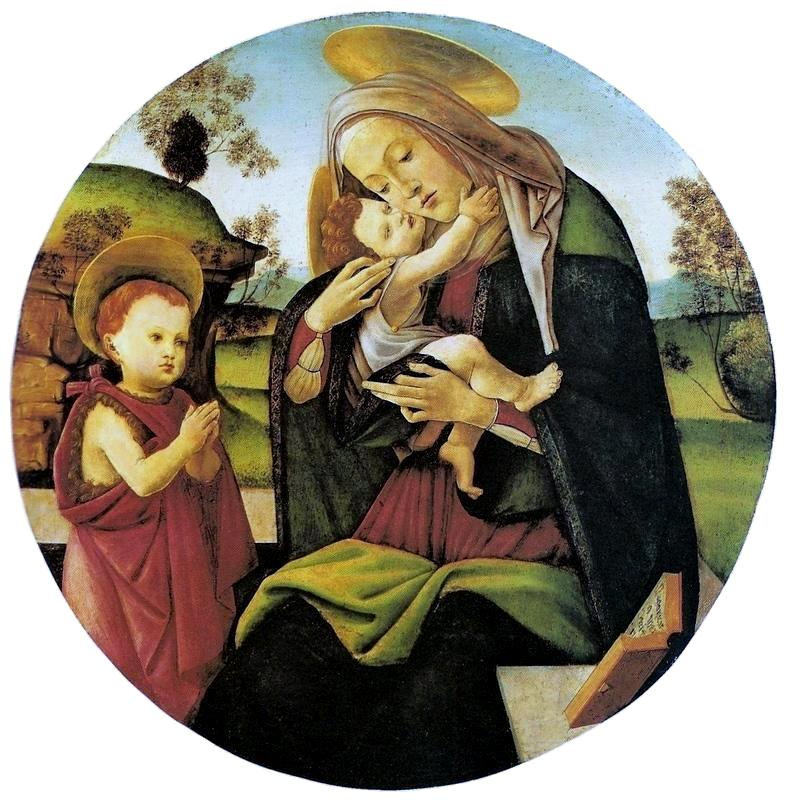
Sandro Botticelli, La Vierge à l'Enfant avec le petit saint Jean, 1490-1500
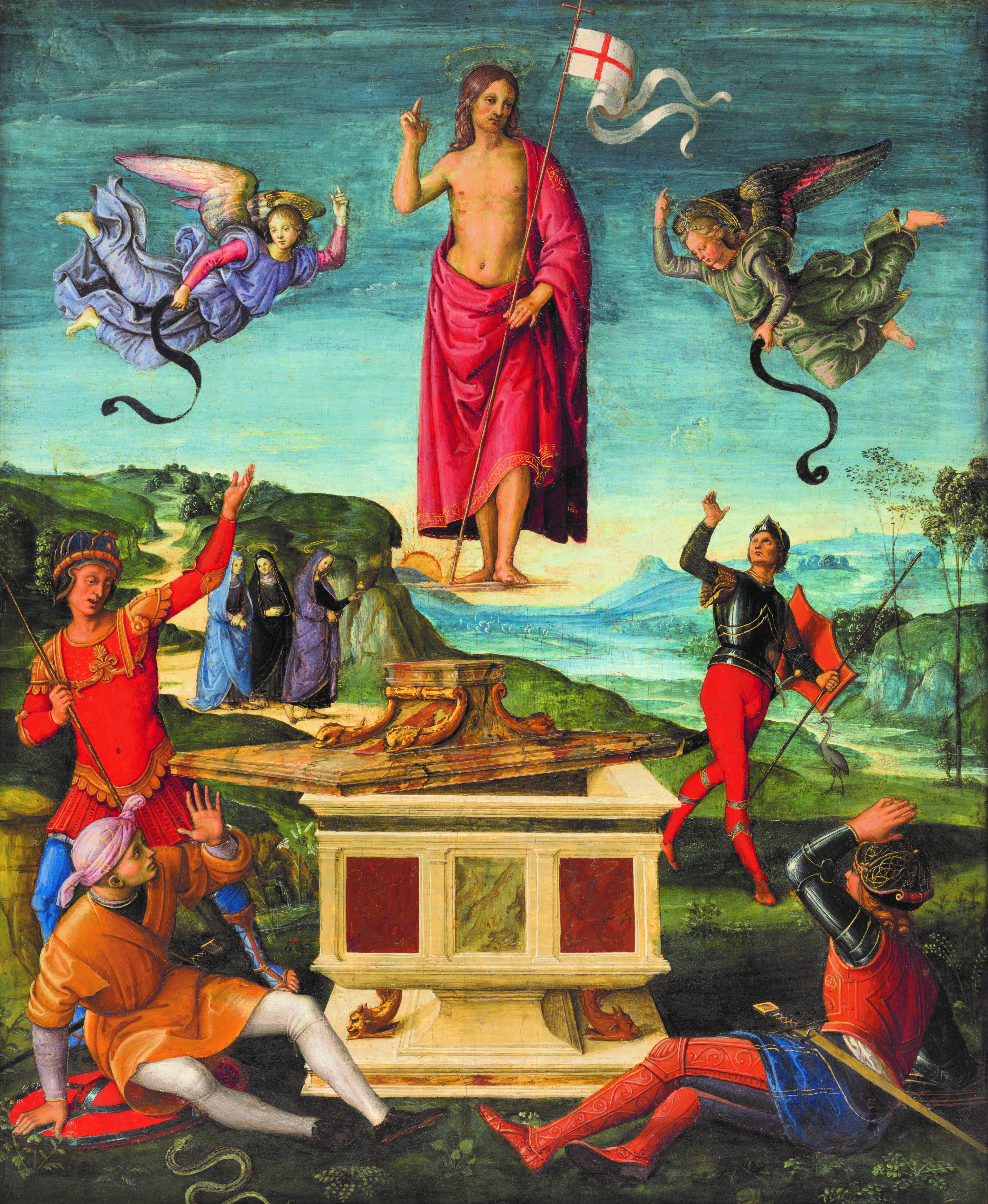
Raphaël, La Résurrection du Christ, 1499-1502
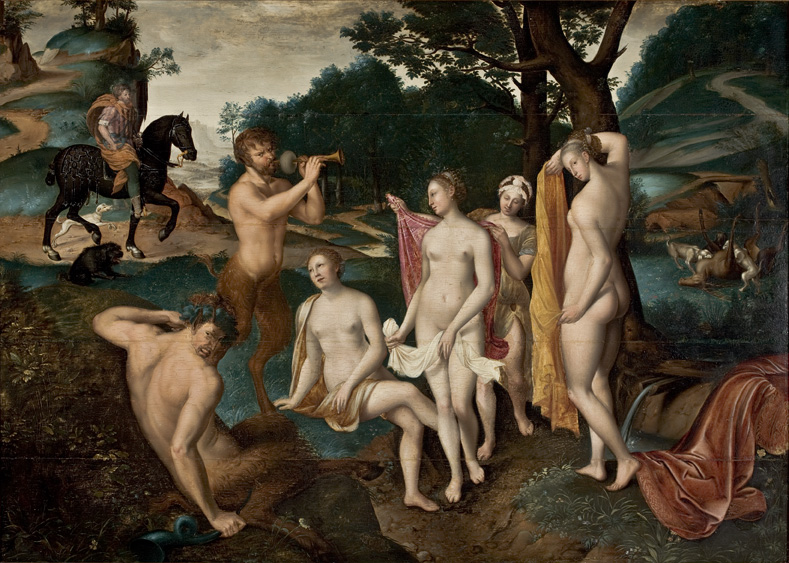
François Clouet, Le Bain de Diane, 1559-1560
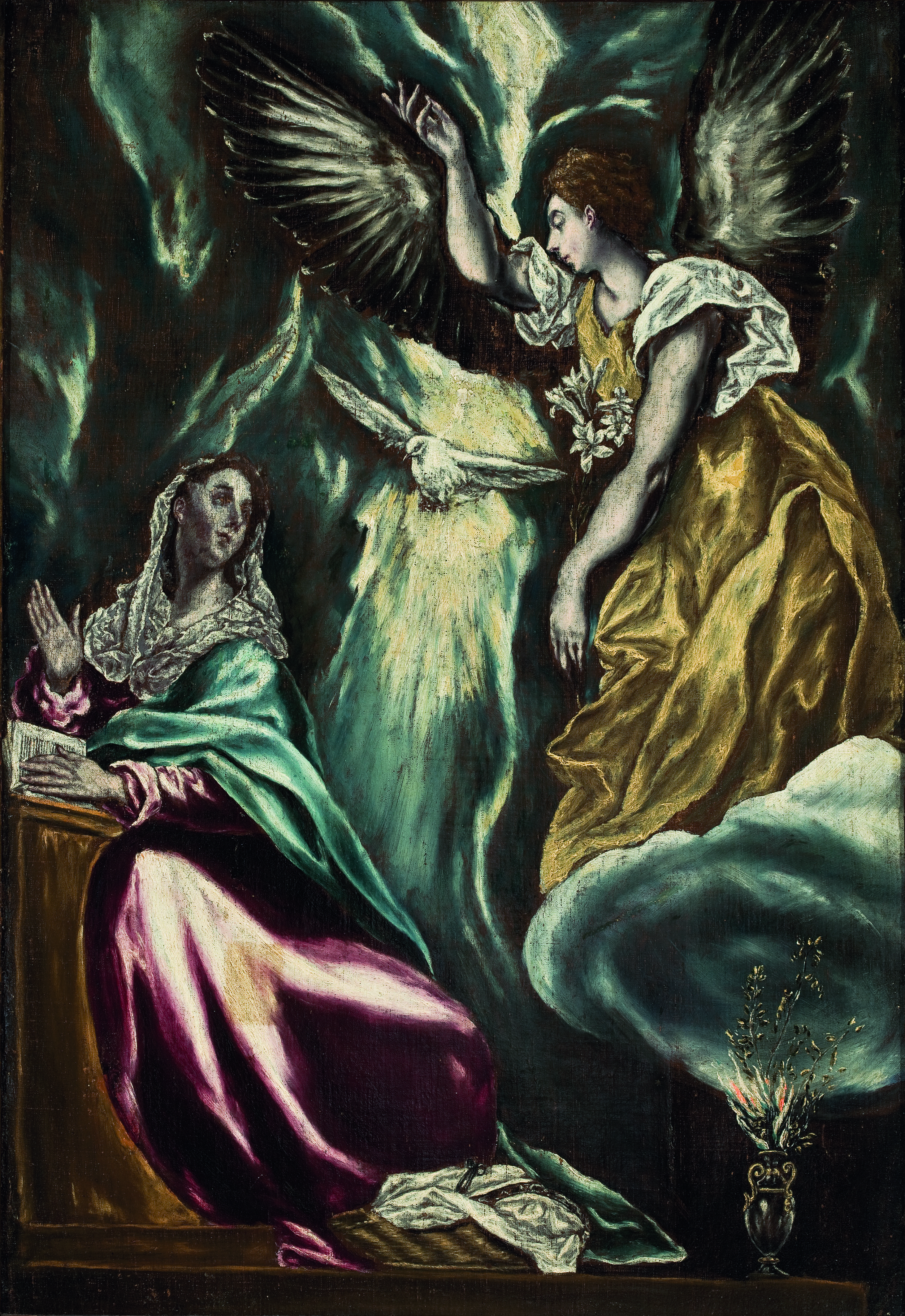
Le Greco, Annonciation, c. 1600
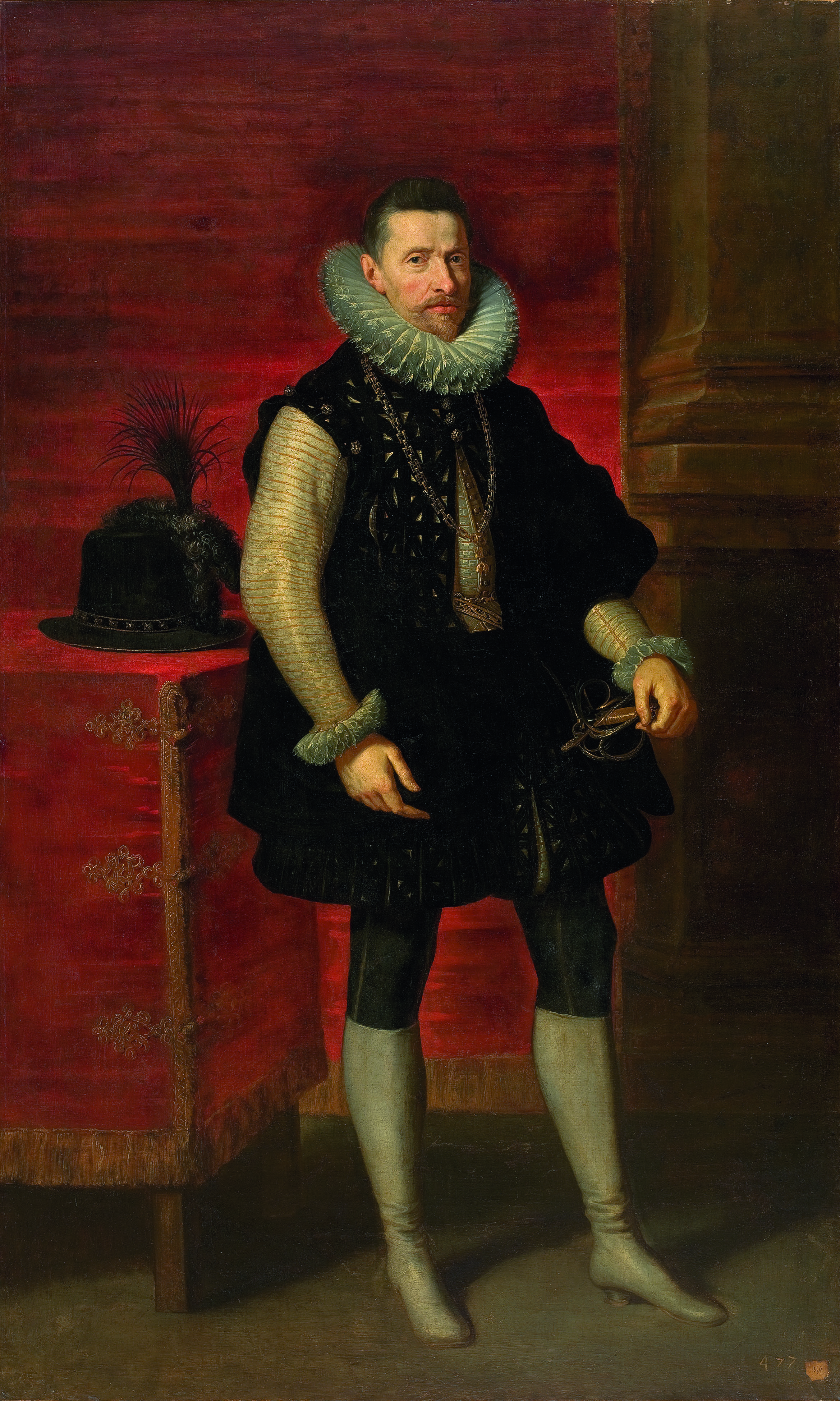
Pierre Paul Rubens, Albert de Habsbourg, c. 1615
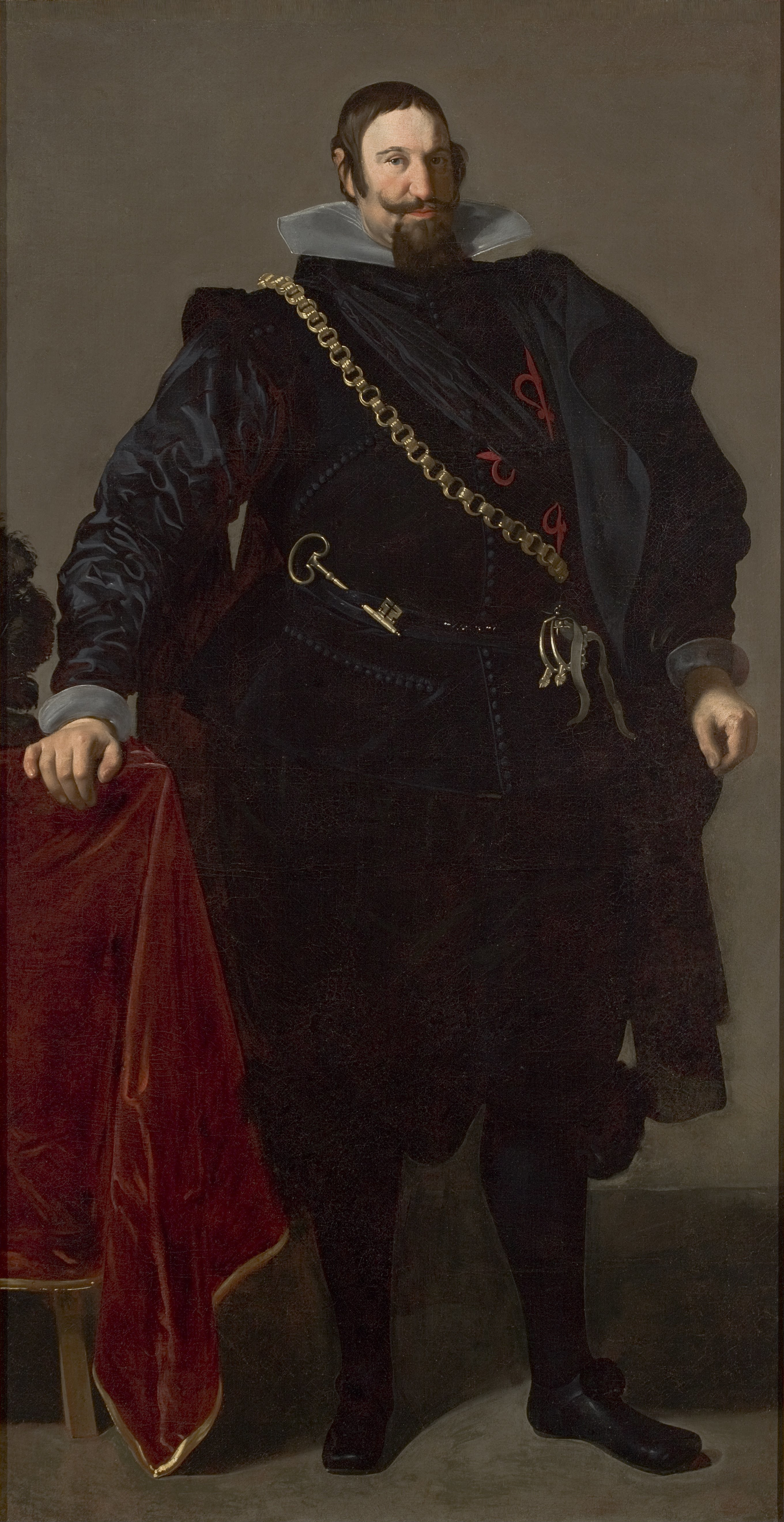
Diego Vélasquez, Portrait du comte-duc d'Olivares, 1624
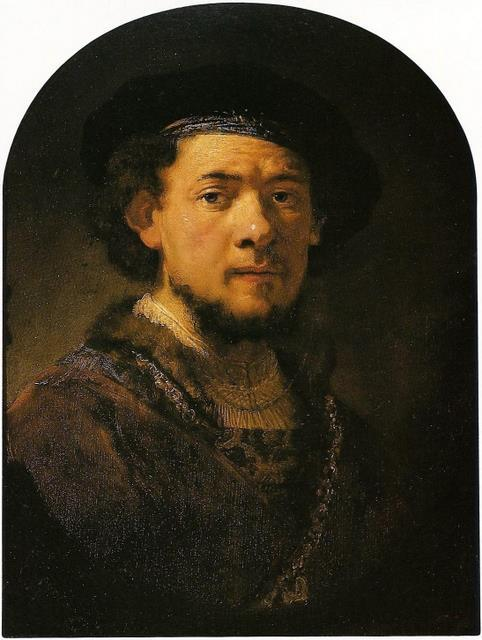
Rembrandt, Portrait d'un Jeune avec la Chaîne d'Or, c. 1635
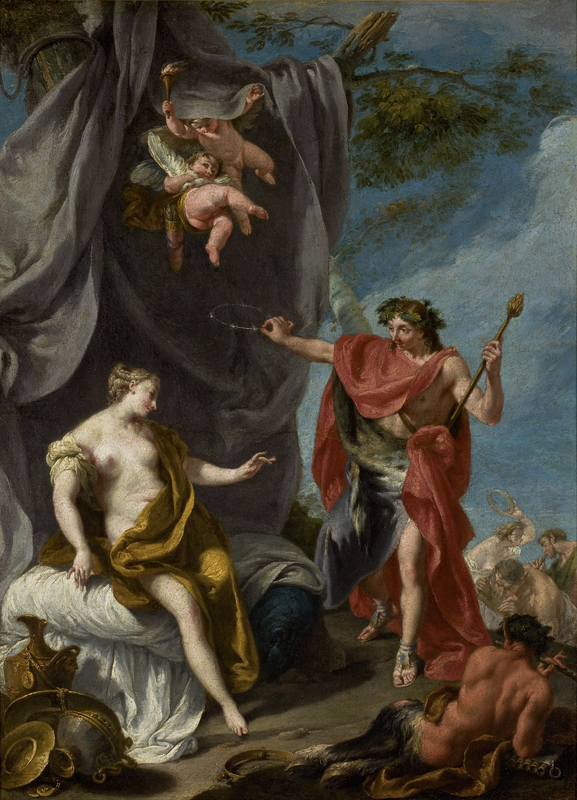
Giovanni Battista Pittoni, Bacchus et Ariane, c. 1730
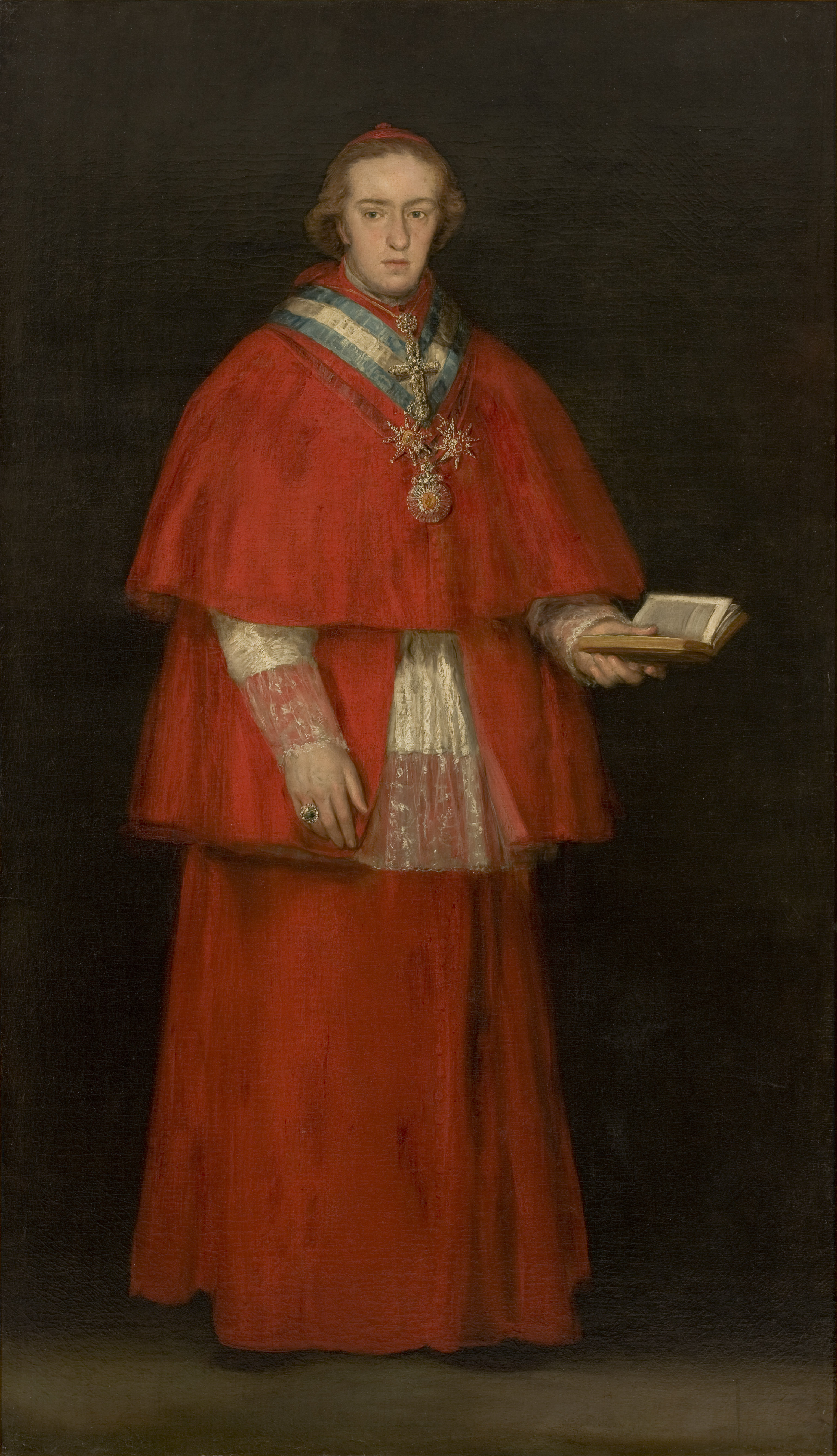
Francisco de Goya, Cardinal Luis María de Borbón y Vallabriga, c. 1798-1800
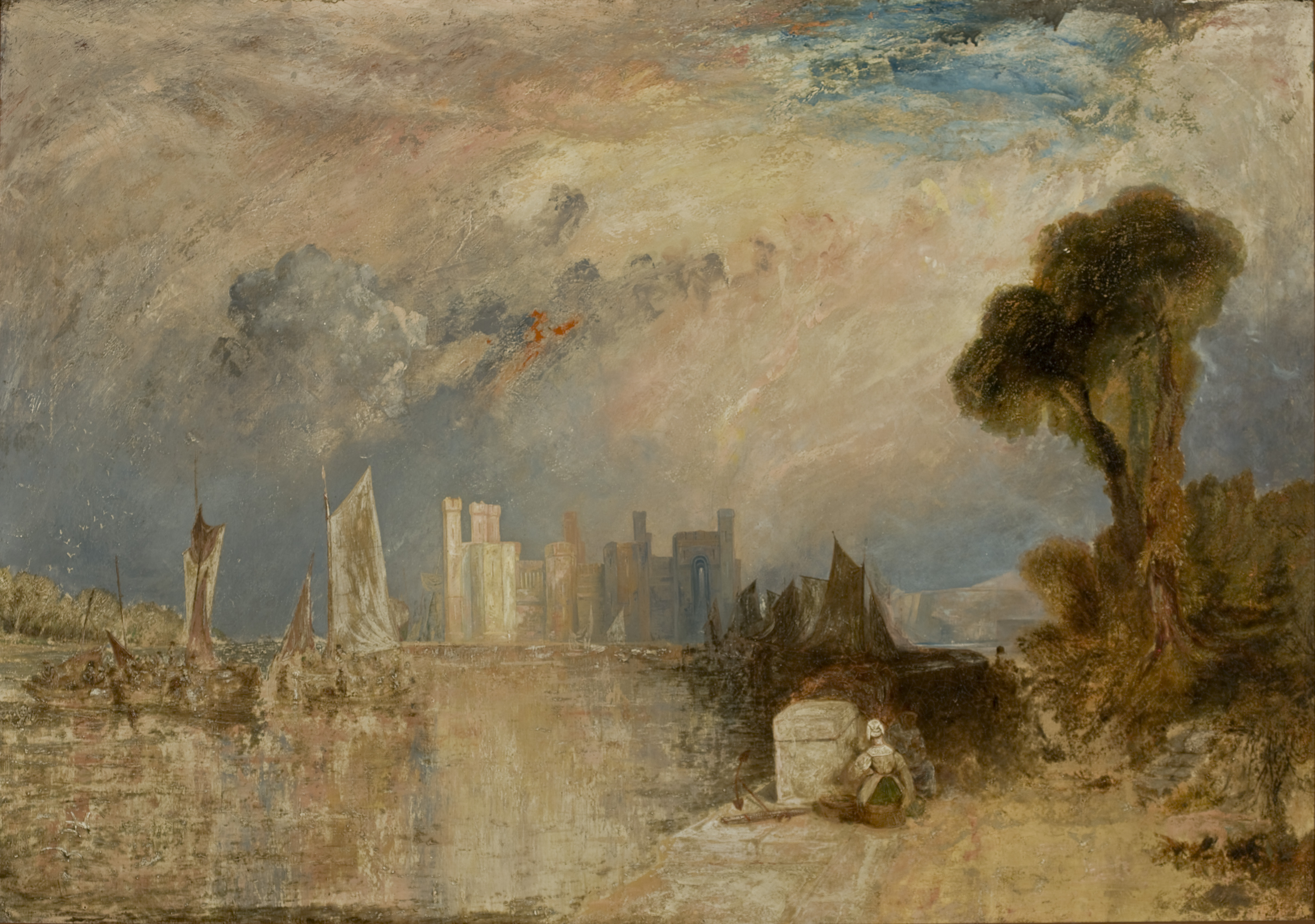
Joseph Mallord William Turner, Le Château de Carnarvon, c. 1830-1835
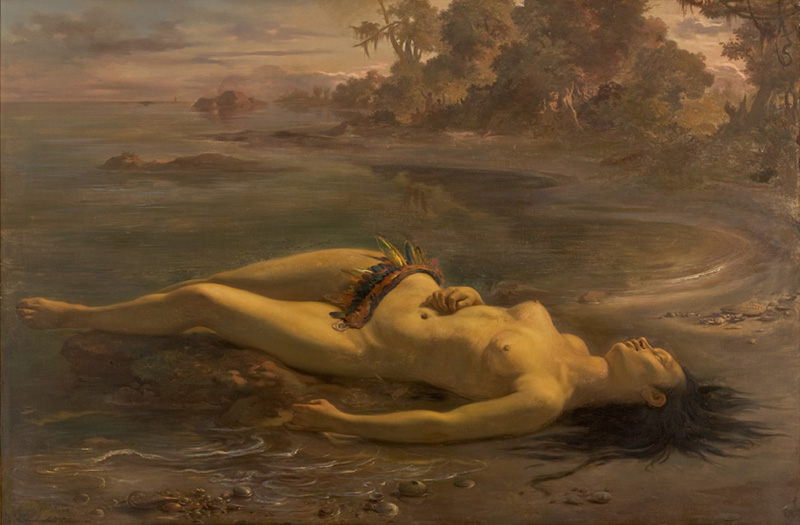
Victor Meirelles, Moema, 1866
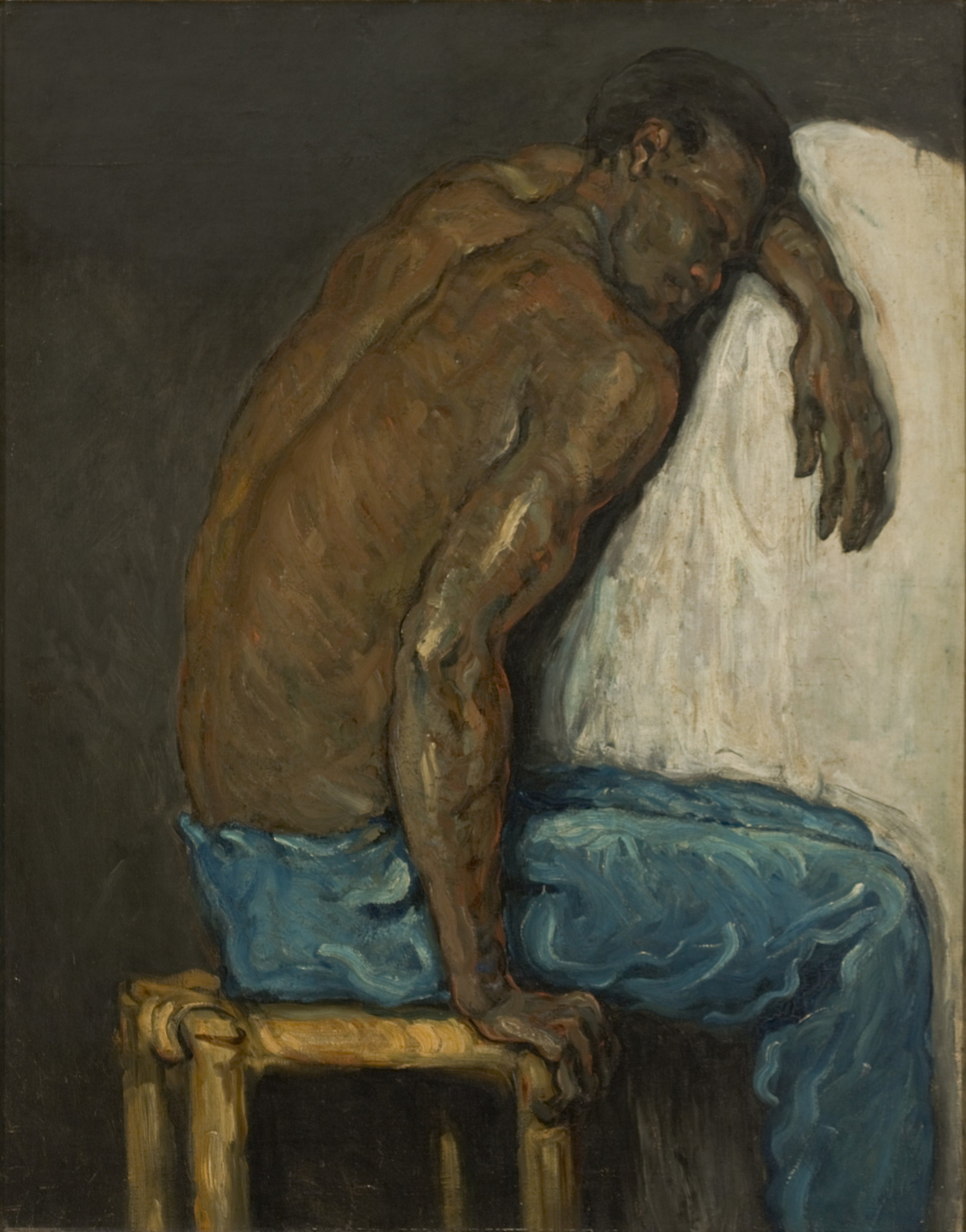
Paul Cézanne, Le Noir Scipion, 1866-1868
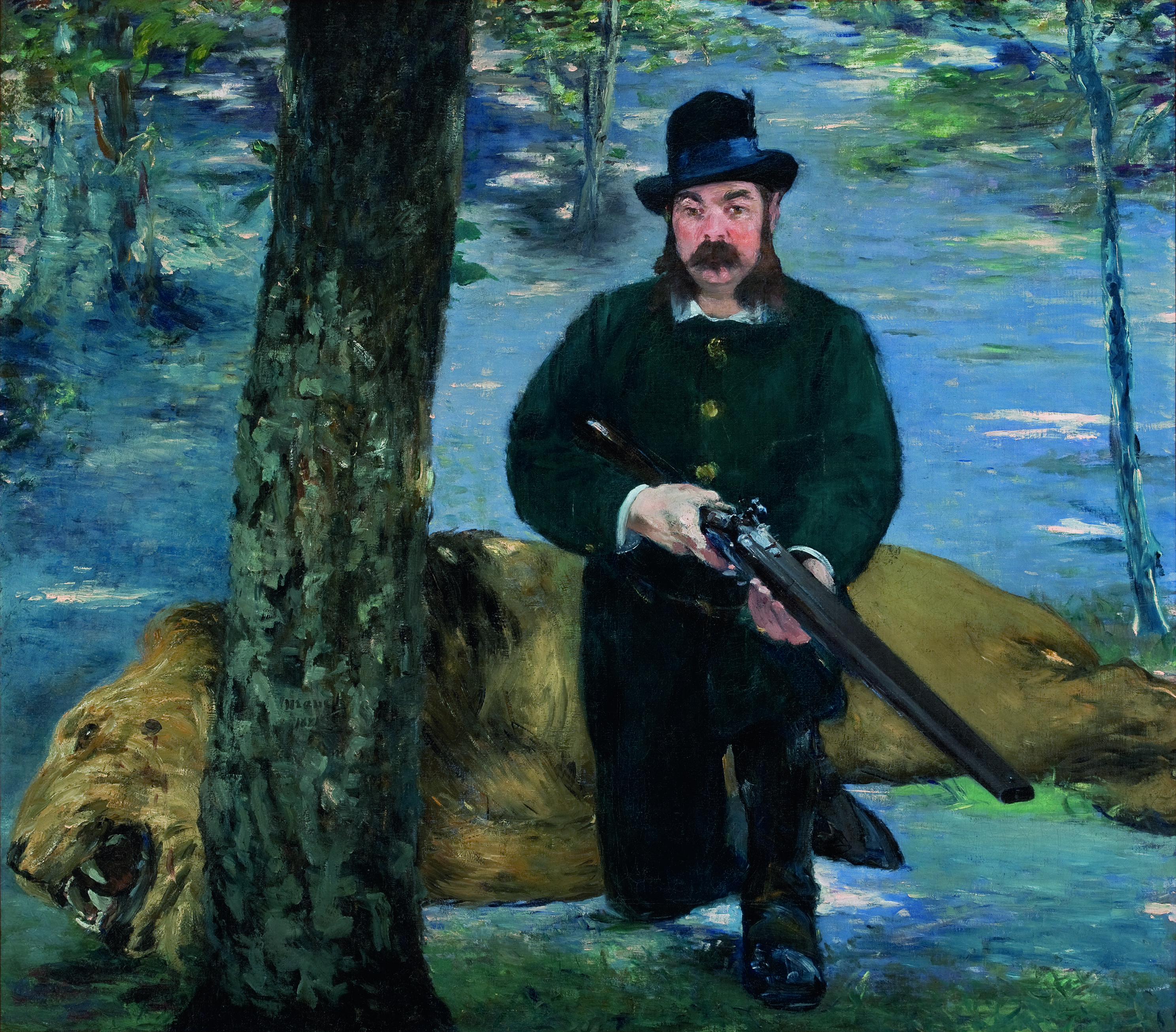
Édouard Manet, Portrait de M. Pertuiset, le chasseur de lions, 1881
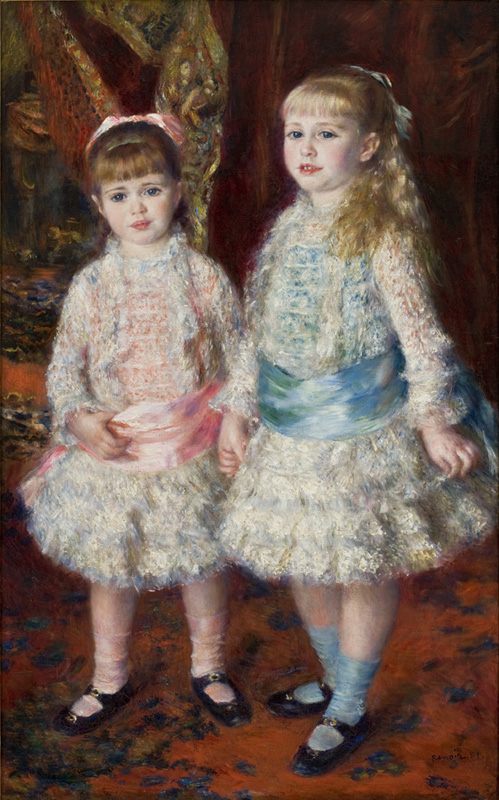
Auguste Renoir, Les Demoiselles Cahen d'Anvers, 1881
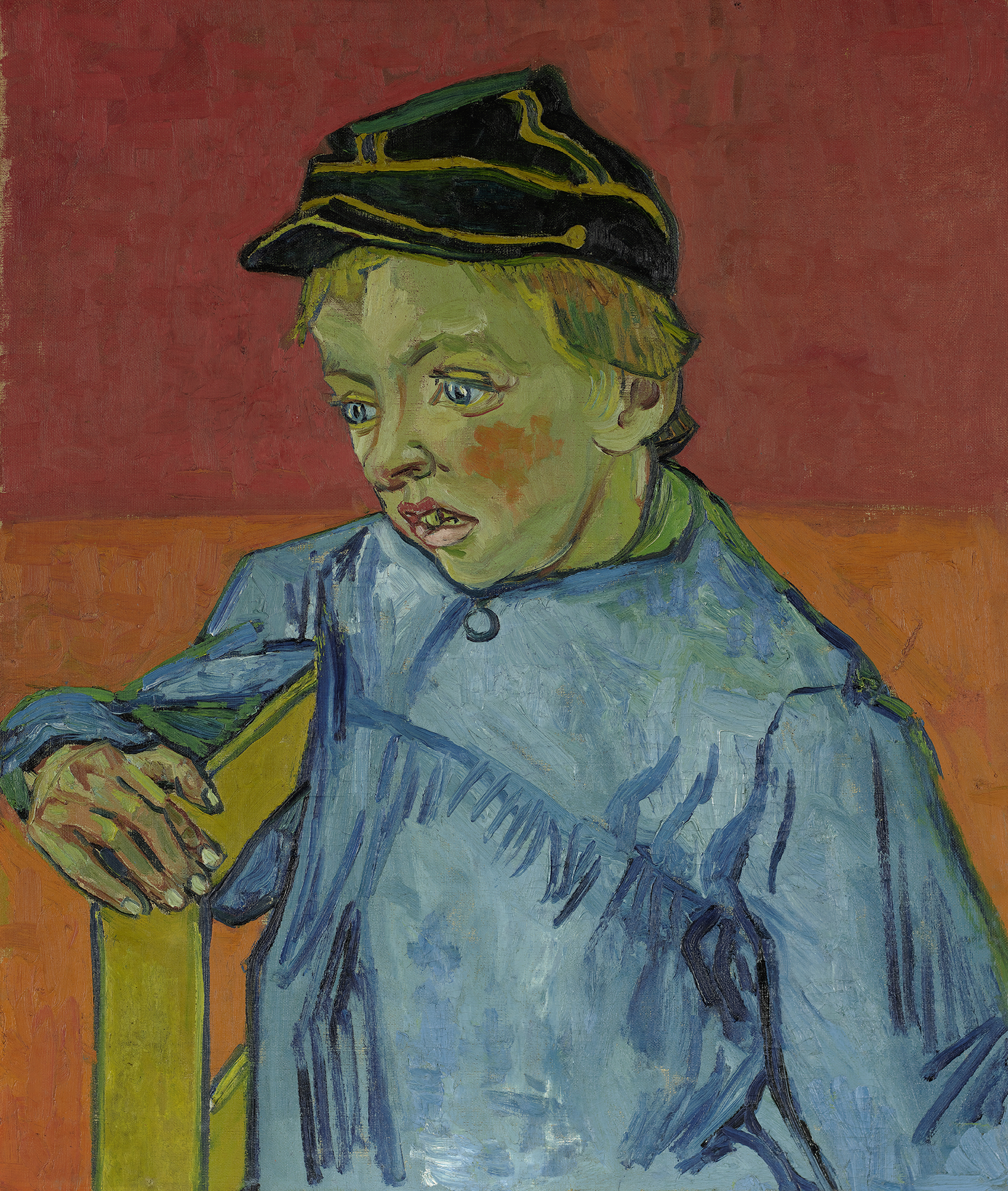
Vincent van Gogh, L'Étudiant, 1888
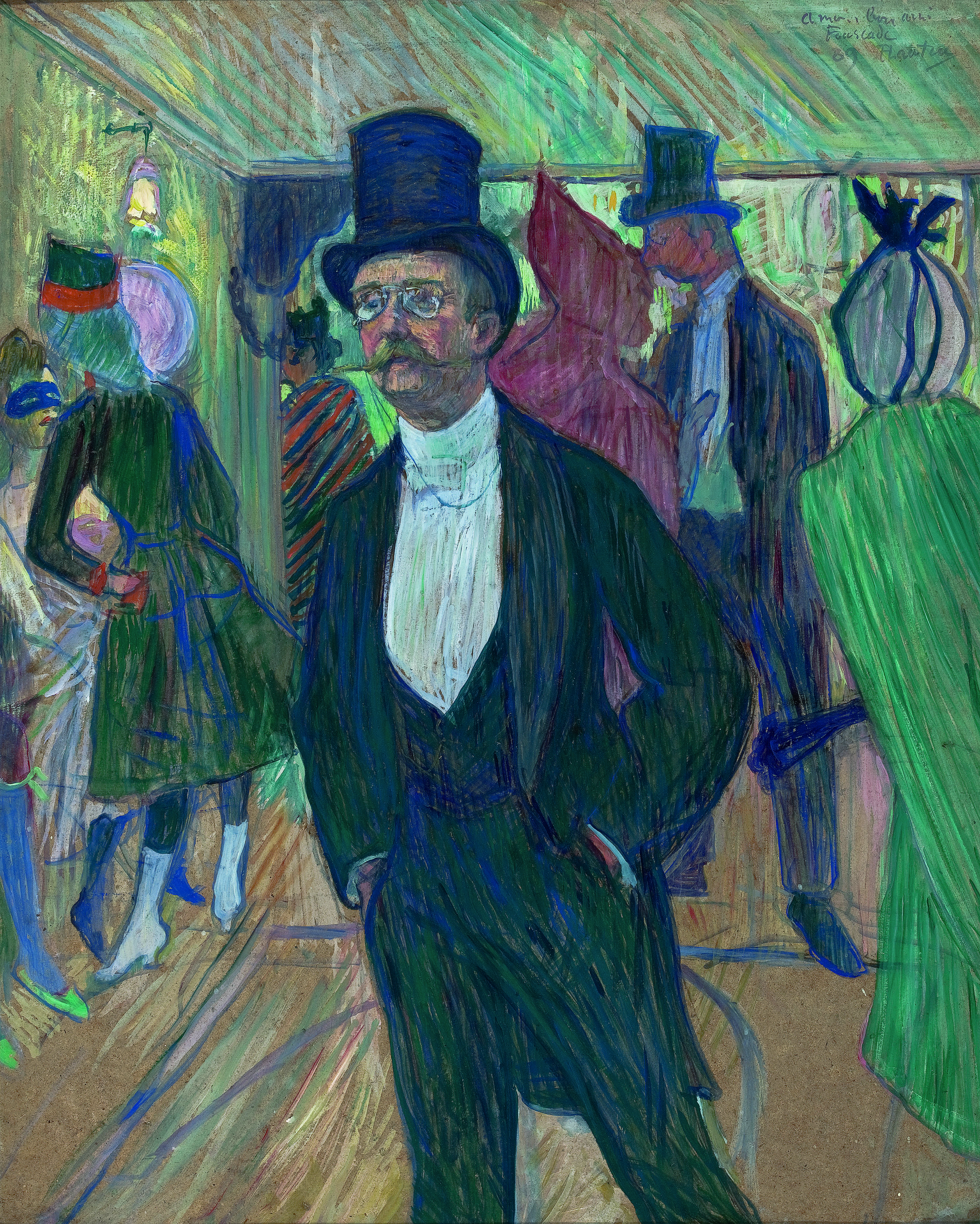
Henri de Toulouse-Lautrec, Monsieur Fourcade, 1889
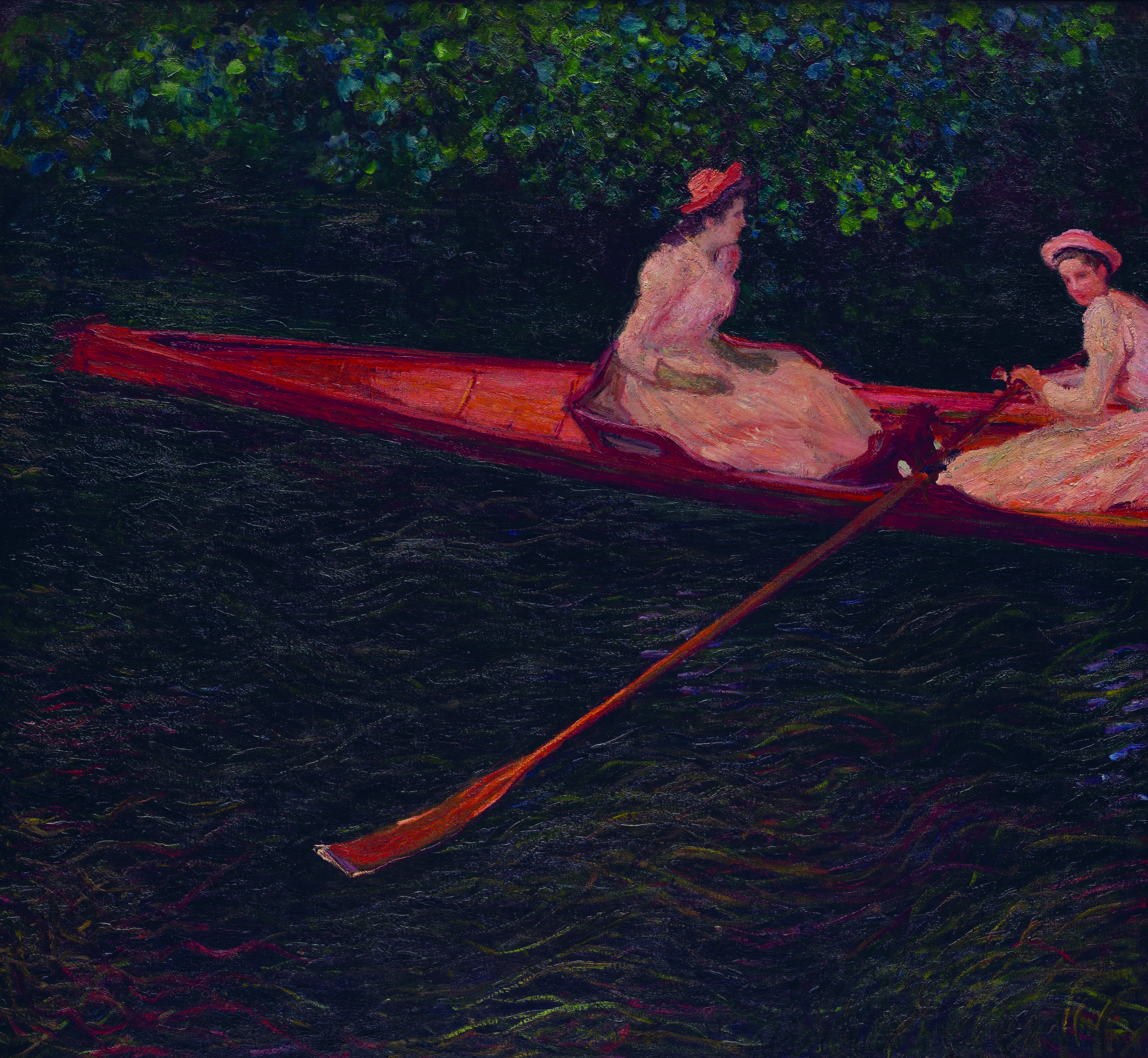
Claude Monet, En canot sur l'Epte, c. 1890
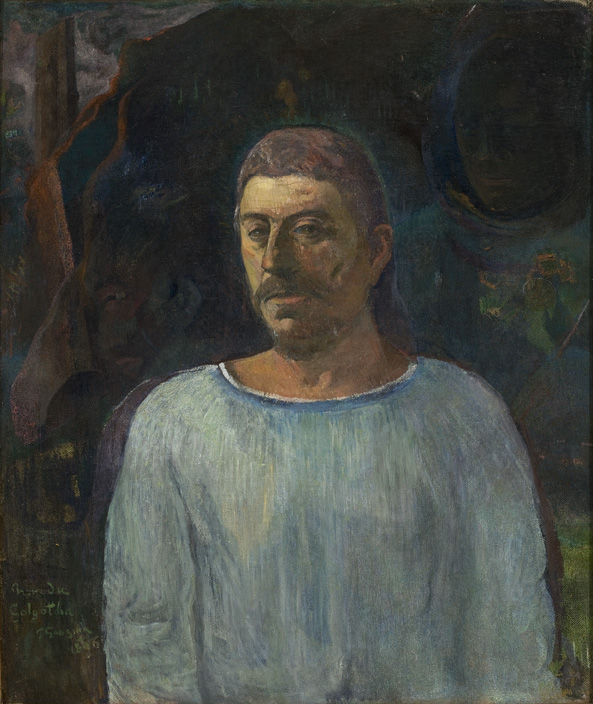
Paul Gauguin, Autoportrait près du Golgotha, 1896
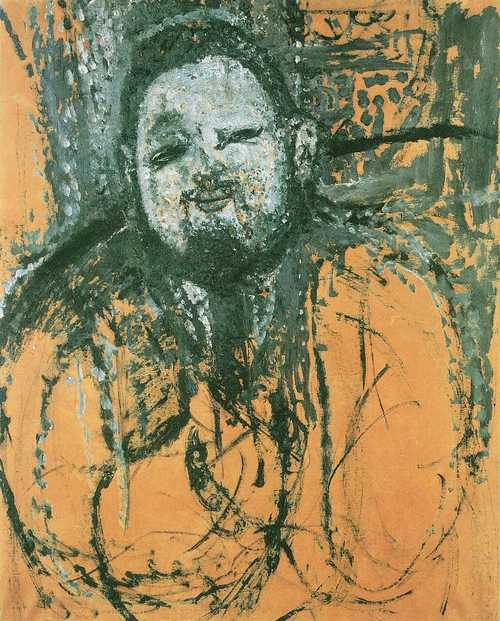
Amedeo Modigliani, Portrait de Diego Rivera, 1916
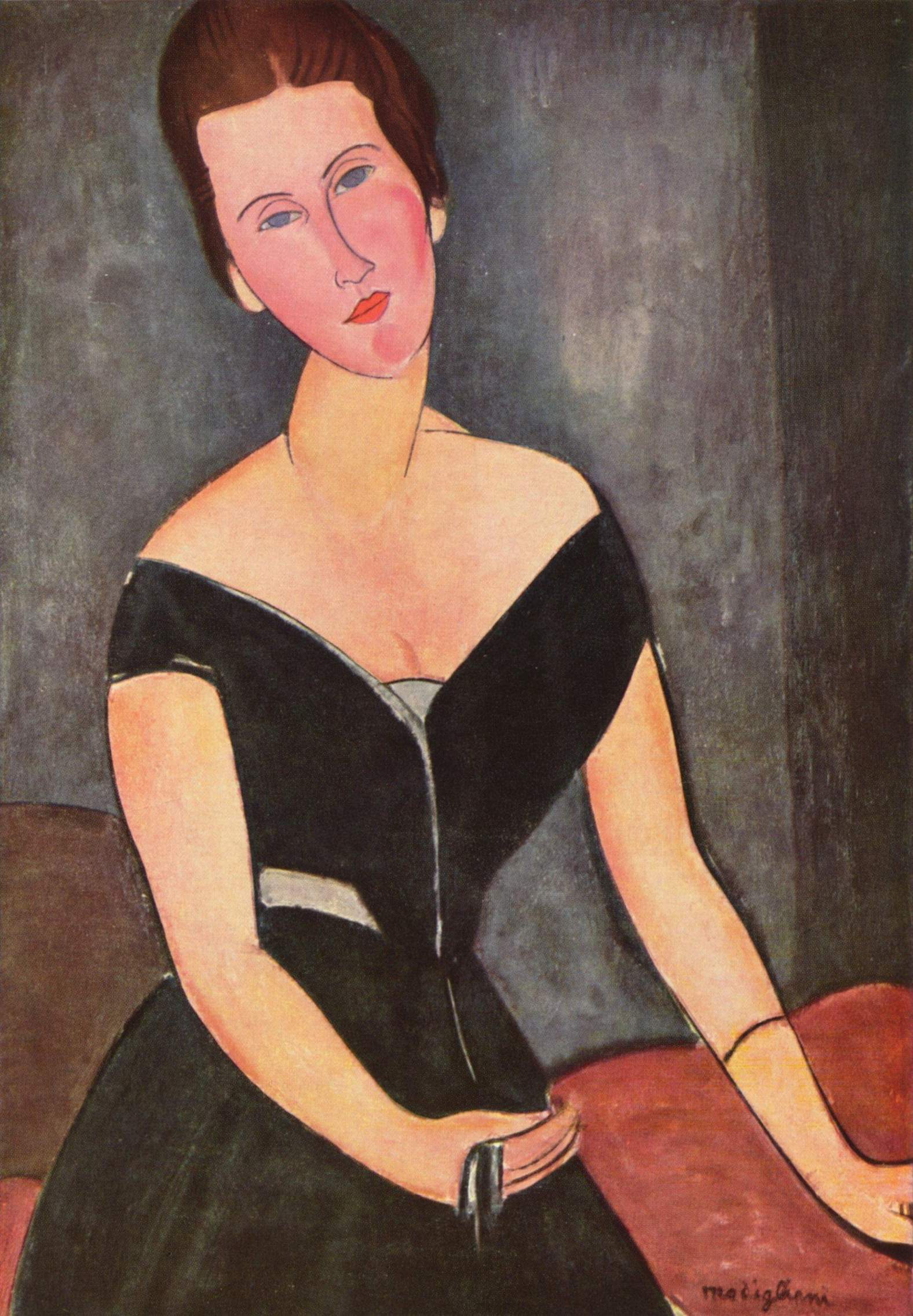
Amedeo Modigliani, Madame Georges van Muyden, 1916-1917
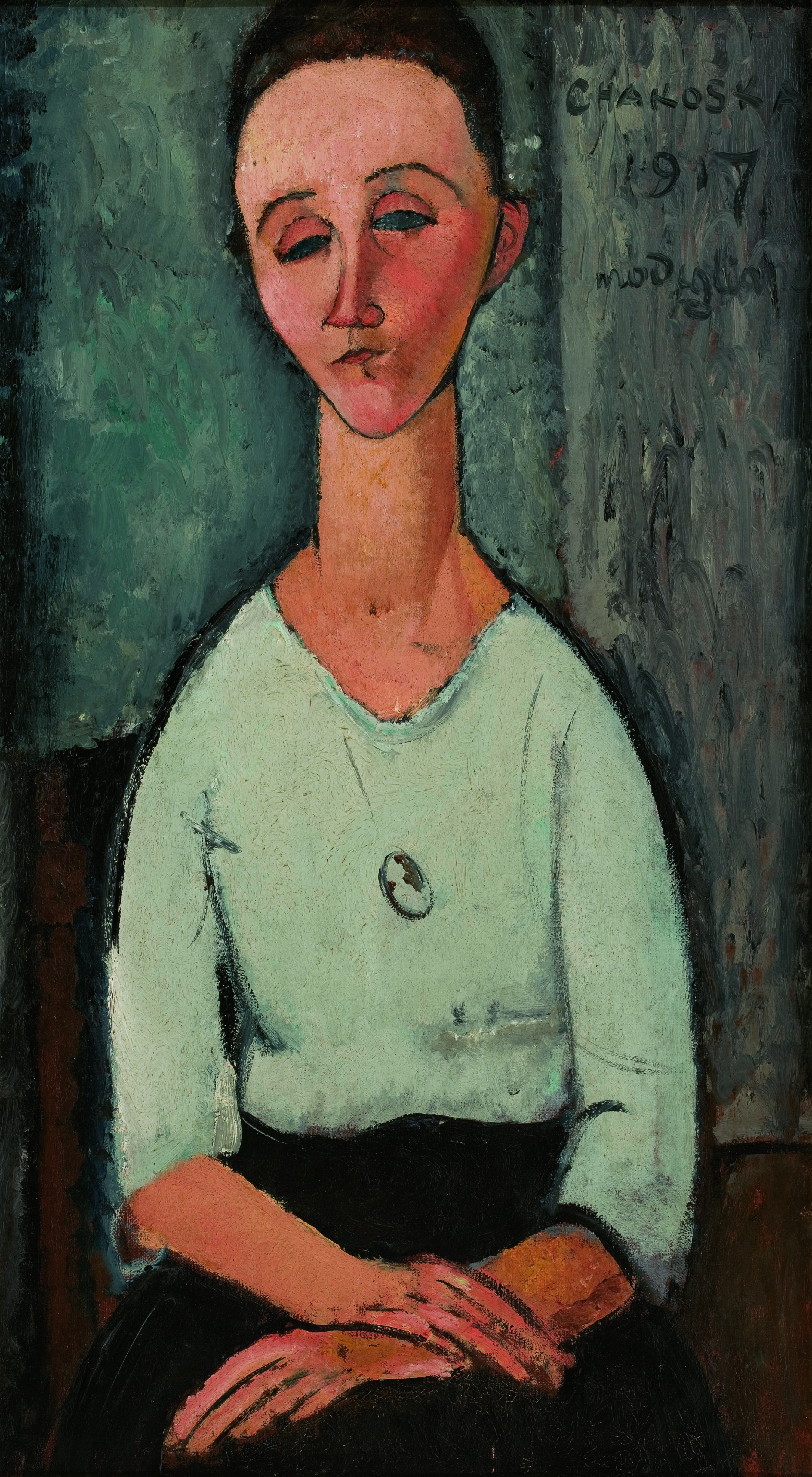
Amedeo Modigliani, Chakoska, 1917
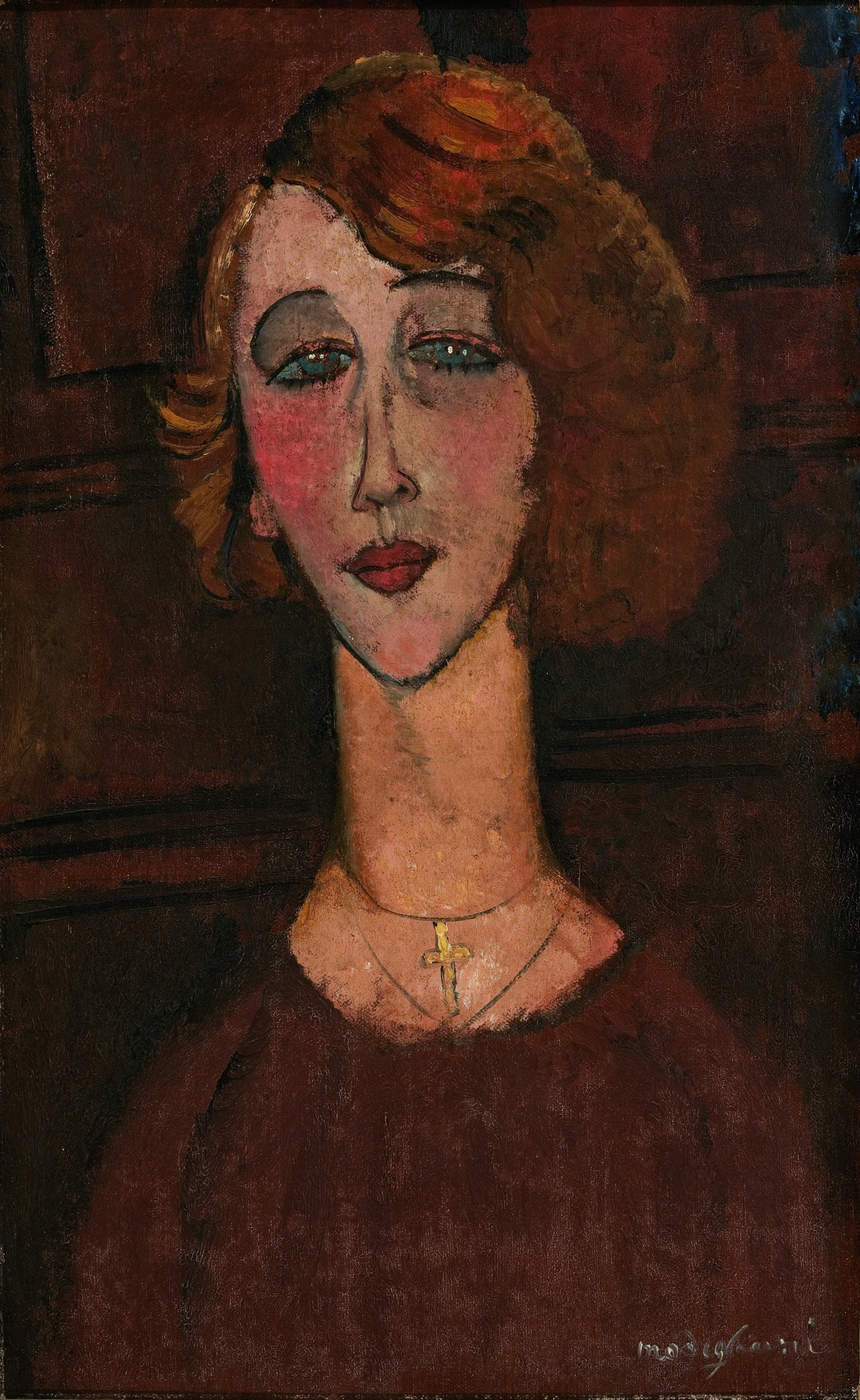
Amedeo Modigliani, Renée, 1917